# Cranioleuca baroni
Cranioleuca baroni е вид птица от семейство Furnariidae.

## Разпространение
Видът е разпространен в Перу.